# Промисловий дизайн
Промисловий дизайн — використання поєднання прикладного мистецтва і прикладної науки для поліпшення естетики, ергономіки, архітектури, функціональності і зручності використання продукту.

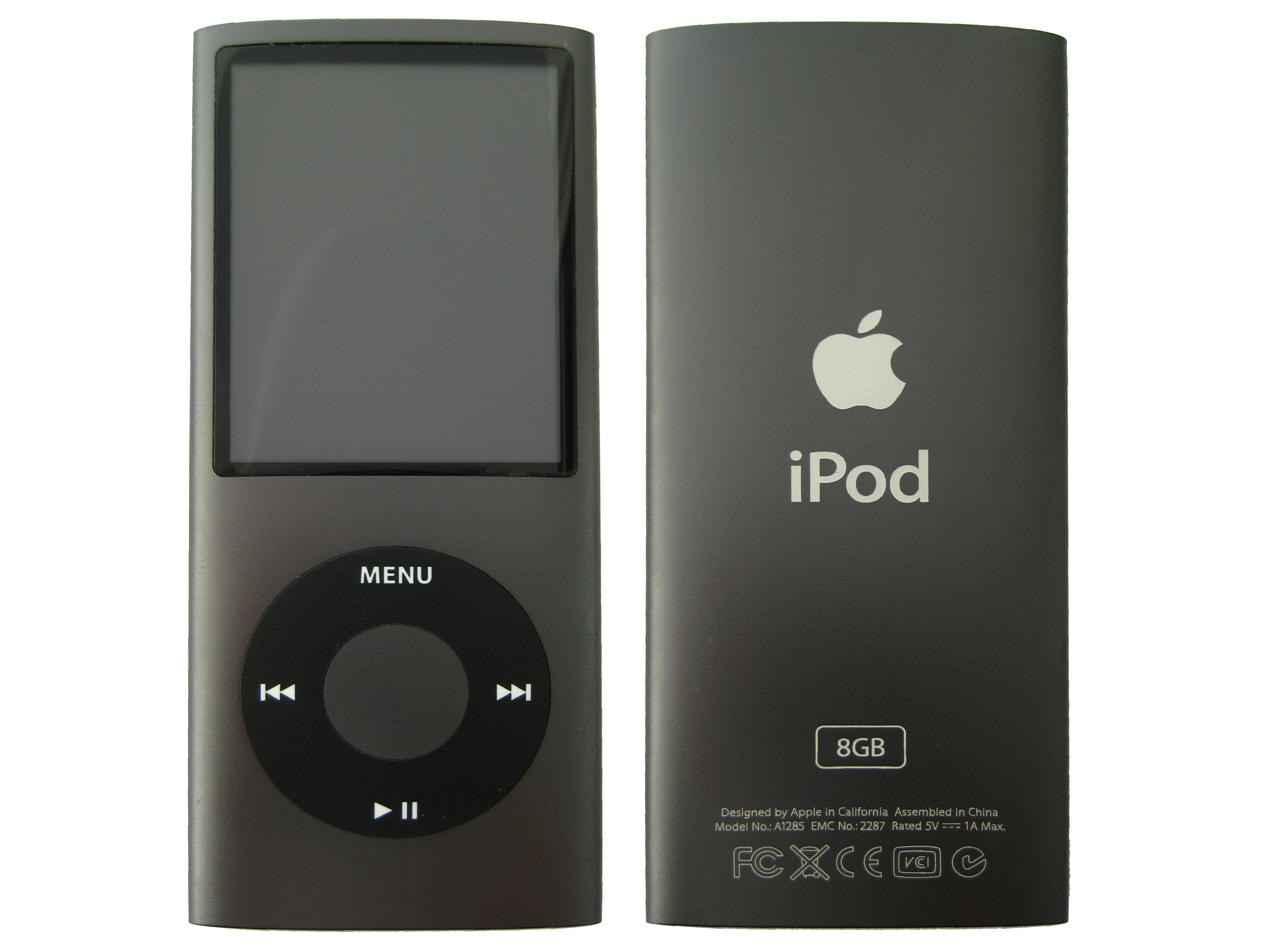
IPod Nano 4G black

Дизайн також може бути застосований для поліпшення конкурентоспроможності продукту та виробництва. Роль промислового дизайнера — у створенні і виконанні проєктних рішень з питань вигляду, зручності використання, фізичної ергономіки, маркетингу, розвитку бренду і продажів.
Промисловий дизайн являє собою процес проєктування товарів, які повинно бути виготовлено за допомогою технології масового виробництва. Його ключовою характеристикою є те, що конструювання відокремлено від виробництва: творчий акт визначення остаточного вигляду продукту і його особливостей, відбувається заздалегідь, перед його фізичним виготовленням, яке складається винятково з повторень, часто автоматизованих. Це відрізняє промислову розробку, від ремесла на основі дизайну, де вигляд продукту визначається творцем товару, під час його створення. 

Усі вироблені продукти є підсумком процесу проєктування, але його перебіг може набувати різних форм: його проводять окремі особи або великий гурт; воно може наполягати на інтуїтивній творчості або спиратися на науковий процес обчислення вироблення рішень; й одночасно це може відбуватися під впливом різноманітних чинників, як: різноманітність матеріалів, виробничих процесів, бізнес-стратегій та наявних соціальних, комерційних або естетичних стосунків. 

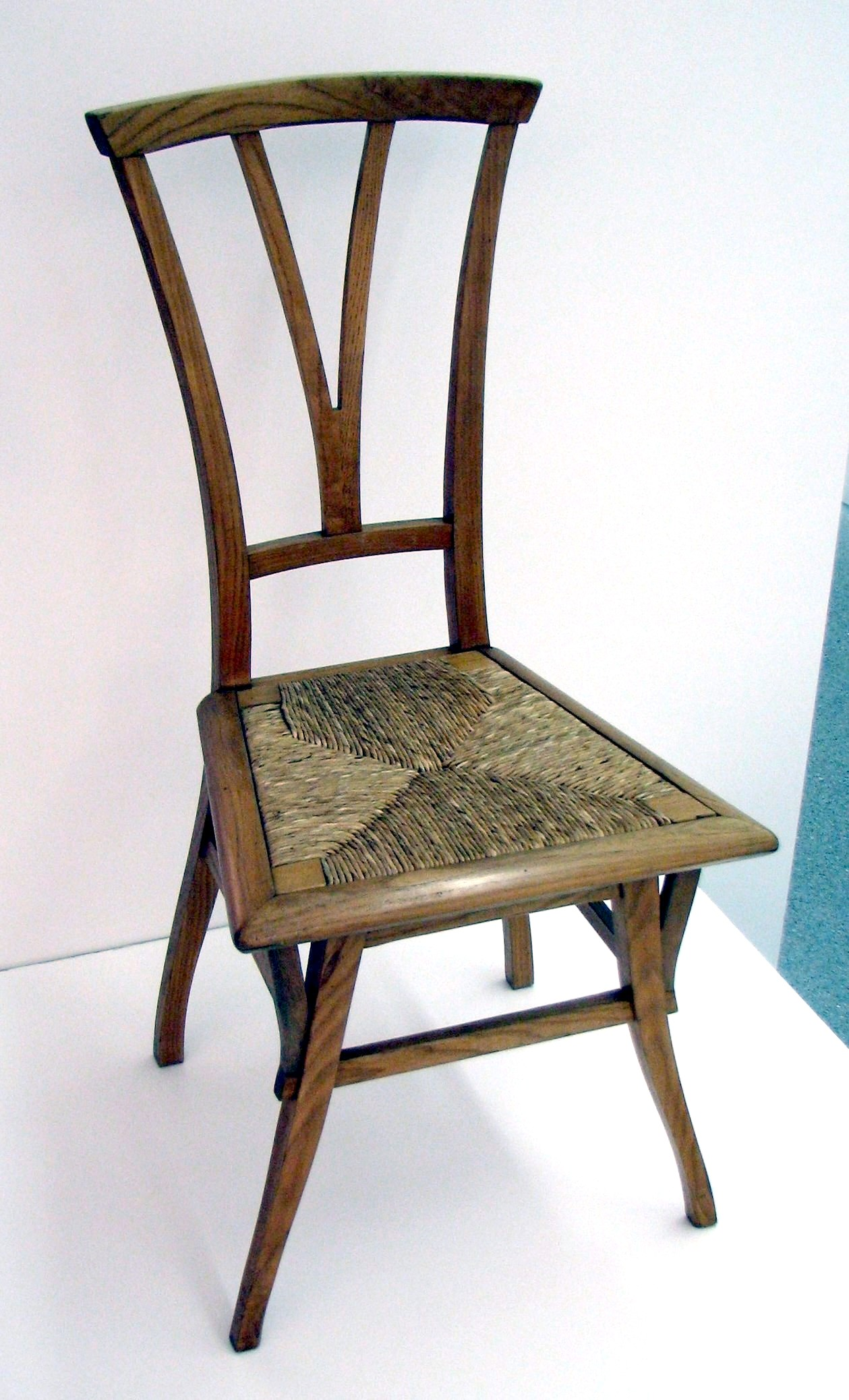
1895р.
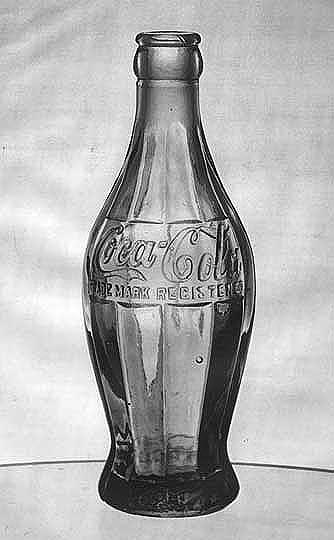
Пляшка Coca-Cola (R. Dean 1915р.)
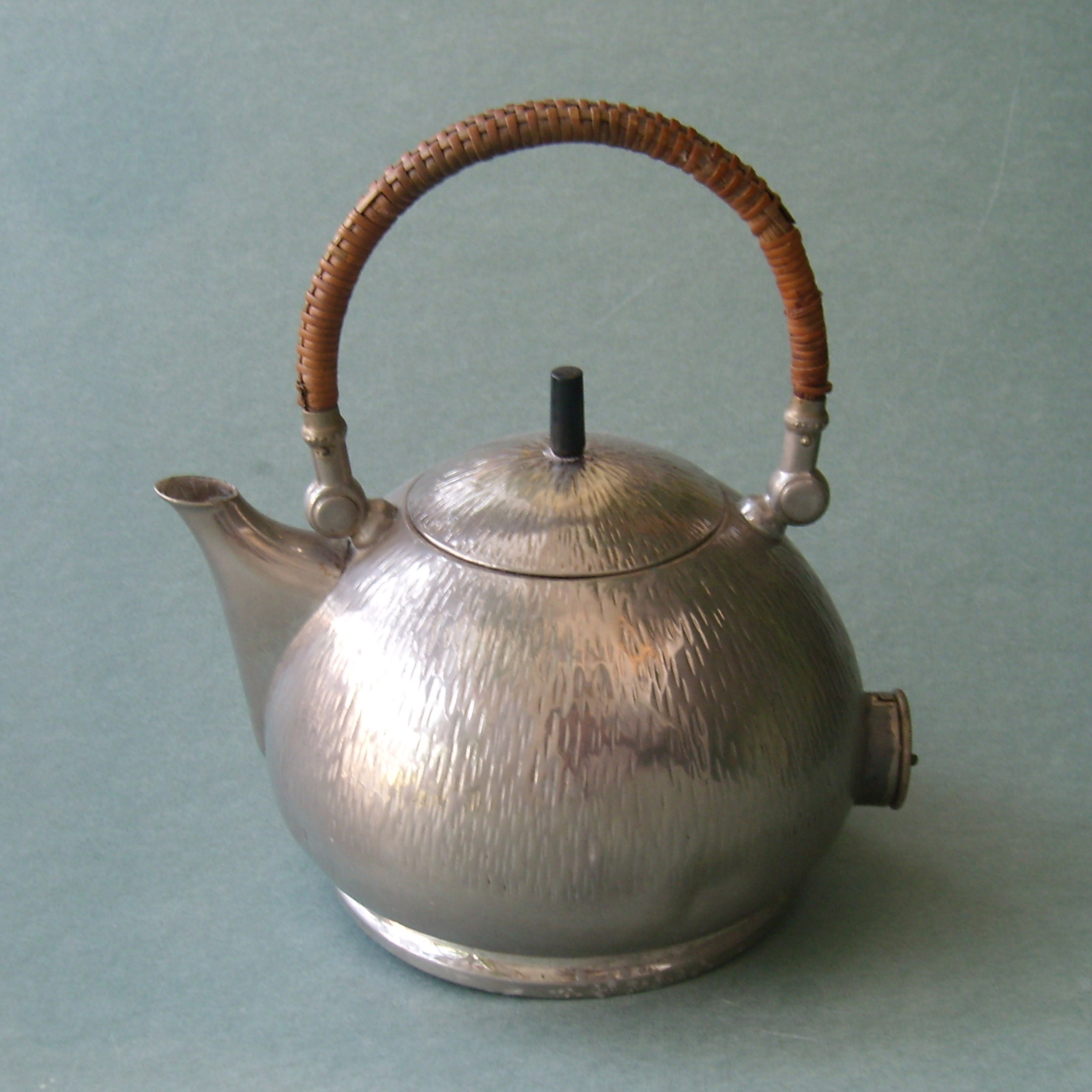
Електричний чайник
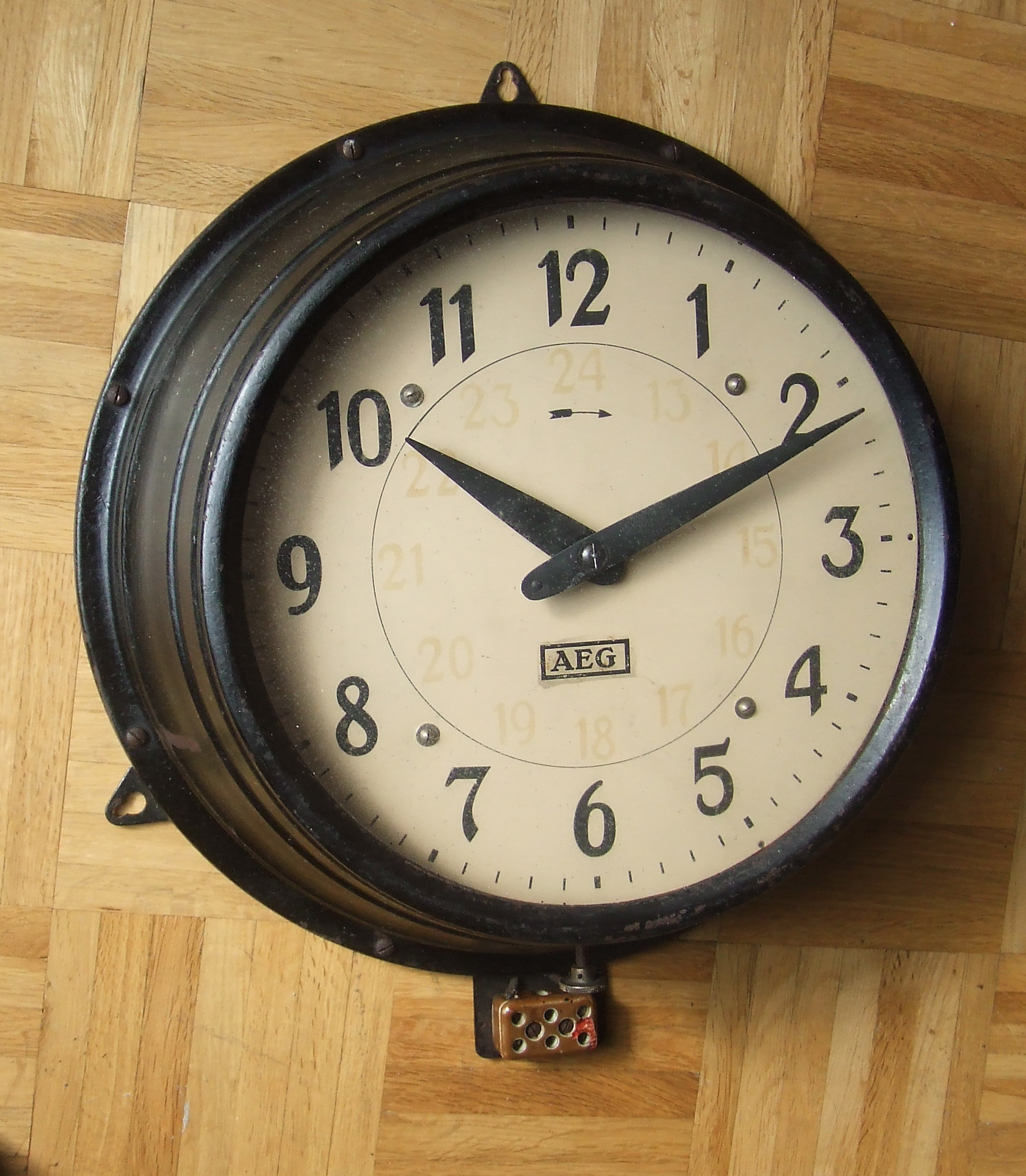
Промисловий годинник

## Визначення промислового дизайну
Здебільшого, фахівці промислового дизайну, працюють у малих масштабах конструкції, а не над загальним дизайном складних систем, таких як споруди або кораблі. Промислові дизайнери, переважно, не розробляють двигуни, електричні схеми або зубчасті передачі які приводять машини до руху, але вони за допомогою дизайну, можуть вплинути на технічні чинники — зручність, простоту використання та способи взаємодії. Насамперед, вони співпрацюють з іншими професіоналами, такими як інженери, котрі проєктують механіку продукту, що гарантує функціональність і технологічність, а також з маркетологами, щоби виявляти попит і задовольняти потреби споживачів та їх очікування.
Промисловий дизайн (ID) — це професійна послуга зі створення і розробки концепцій та специфікацій, які удосконалюють придатність, значення та зовнішній вигляд продуктів і систем для взаємної вигоди як користувача, так і виробника.
Промисловий дизайн може значно перетинатися з інженерним проєктуванням і у різних областях, межі двох понять можуть мінятися, але загалом, проєктування зосереджено, головним чином, на придатності та корисності продуктів, тоді як промисловий дизайн, опікується насамперед, естетичними та призначеними для користувача інтерфейсними властивостями продуктів. У багатьох країнах, ця різниця чітко визначається обліковими даними і / або видачею дозволів, потрібних для участі у практиці проєктування. "Промисловий дизайн" як такий, майже не перетинається з інженерними прикладними дисциплінами промислового будівництва, за винятком ергономіки.
На 29-й Генеральній Асамблеї в Ґванджу (Південна Корея) 2015-го року, Professional Practise Committee, 

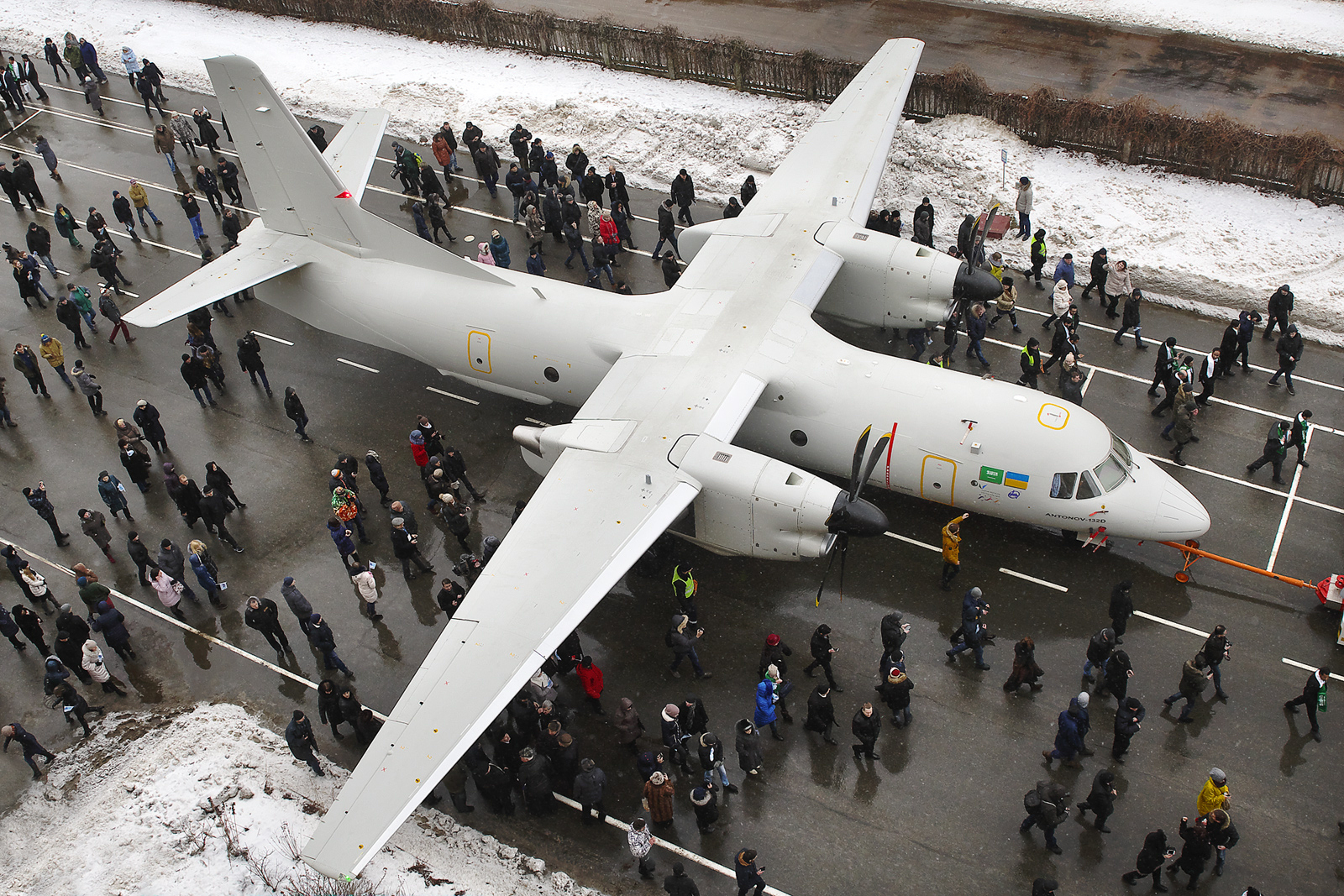
An-132D з авіонікою Primus Epic 2.0 — системою інтерактивної навігації (система штучного зору, 3D метеорадар)

запропоновано оновлене визначення промислового дизайну у такий спосіб: "Промисловий дизайн являє собою стратегічний процес розв'язання проблем котрий просуває інновації, будує бізнес-успіх і приводить до кращої якості життя на основі новаторських продуктів, систем, послуг і досвіду". Розширена версія цього визначення полягає у такому: "Промисловий дизайн являє собою, стратегічний процес розв'язання проблем, який просуває нововведення, будує бізнес-успіх і приводить до поліпшення якості життя за допомогою інноваційних продуктів, систем, послуг і досвіду. Промисловий дизайн усуває розрив між тим, що є, і тим що можливо. Це міждисциплінарна професія, яка використовує творчий підхід для розв'язання проблем та спільного створення рішень, задля вироблення продукту, системи, сервісу, досвіду роботи, або бізнесу — якомога краще. Промисловий дизайн забезпечує більш радісний погляд на майбутнє, рефреймінг проблеми як можливості. Він пов'язує інновації, технології, дослідження, бізнес і клієнтів, щоб уможливити нове значення і конкурентну перевагу в економічній, соціальній та екологічній царинах. Промислові дизайнери, помістили людину у центр процесу. Вони набувають глибоке розуміння потреб користувачів, через співпереживання та застосовують прагматичний процес розв'язання проблем споживачів, спрямований на проєктування виробів, систем, послуг і досвіду. Вони є далекоглядно зацікавленими в інноваційному процесі, та мають виняткові можливості для поєднання різноманітних фахових дисциплін і бізнес-інтересів. Вони цінують економічний, соціальний й екологічний впливи їх роботи та власний внесок, у спільне створення кращої якості життя."

## Народження промислового дизайну
Появу промислового дизайну, насамперед, пов'язано зі зростанням індустріалізації та механізації, яка почалася з промислової революції у Великій Британії в середині 18 століття. Зростання промислового виробництва, змінило шляхи досягнення мети, урбанізація змінила моделі споживання, зростання імперій розширило смаки й урізноманітнило ринки, розширило середній клас, створило попит на модні стилі. 
Перше, 1919 року, використання терміна «промисловий зразок», часто пов'язують із промисловим дизайнером Joseph Claude Sinel, хоча сам він заперечував це в інтерв'ю. Крістофер Dresser вважається одним з перших незалежних промислових дизайнерів. Зачатки промислового дизайну лежать в індустріалізації споживчих товарів. Наприклад, Deutscher Werkbund, заснована 1907 року, і її попередник Bauhaus, були заохочені державою щодо зусиль з інтеграції традиційних ремесел та промислових методів масового виробництва, що допомогло Німеччині, конкурувати на той час з Англією та Сполученими Штатами.
1849 року у Швеції виникло перше товариство промислового дизайну. Згодом схожі організації з'явилися в Австрії, Німеччині, Данії, Англії, Норвегії та Фінляндії (саме в такому порядку).
Найперше використання терміна, могло бути у The Art Union, щомісячному журналі образотворчих мистецтв, 1839 року.
Офіційний візит пана Dyces до Франції, Прусії та Баварії задля вивчення стану шкіл дизайну у цих країнах, дали свіжі спогади для читачів. 
 У Ліоні  близько 1750 року, було засновано  Школу Святого Петра, для навчання малярів (художників), які використовувалися стосовно підготовки моделей, для виробництва шовку. Вона  стала успішнішою за школу Парижу і після  її закриття під час революції, була відновлена Наполеоном, а згодом, об'єднана з Академією образотворчого мистецтва, як підлегла філія з вивчення конструкцій для виготовлення шовку. 
«Книгу практичного малювальника промислового дизайну» (The Practical Draughtsman's Book of Industrial Design) Жака-Ежена Арменгауда, було надруковано 1853 року.  Підзаголовок роботи (у перекладі) пояснює, що він хоче запропонувати «повний курс механічного, інженерного й архітектурного малюнку». Ця книга проклала шлях для великого розширення питань освіти в галузі малювання, у Франції, Сполученому Королівстві та Сполучених Штатах.

## 30-і роки XX ст.
У США після першої світової війни спостерігався бурхливий технічний прогрес і промисловий підйом. Однак на межі 20-30-х р. їх змінила глибока економічна криза. Подолання її наслідків, стало поштовхом для розвитку дизайну. Волтер Дорвін Тіг (англ. Walter Dorwin Teague) створює одне з перших дизайн-бюро ще 1926 року. Реймонд Лоуі (англ. Raymond Loewy), по праву, званий батьком комерційного дизайну, з однаковим успіхом проєктував холодильники, локомотиви, автомобілі, розробляв фірмові стилі, зокрема «Кока-кола», «Шелл», «Лакі страйк». Вони не лише багато і успішно проектують, але й відпрацьовують принципи формотворення, переважно раціонального стайлінгу (англ. styling — стилізація), пишуть і випускають книжки, узагальнюють власний досвід. Цікавість до дизайну, проявляють і мистецтвознавчі кола. 1934 року, з'явилася книга «Мистецтво і промисловість» Герберта Ріда (англ. Herbert Read), яка закріпила предмет мистецтва: «У межах функціональної доцільності, фабрика повинна пристосовуватись до художника, а не художник до фабрики».
В Україні, на західноукраїнських землях, для цукерні «Фортуна нова», що забезпечувала роботою 110 осіб  (1939- середнє за розміром підприємство), працювали професійні художники М.Бутович, С.Гординський, Л.Левицький. М.Бумба із Сколе виробляв дерев’яні коробки для помадок. Дешевих цукерок не обгортали, проте дорожчі, пакували. Бізнес «Фортуни нової», спричинив розвиток власної торгової мережі (Львів, Стрий, Дрогобич), — фірмових крамниць.

## Середина XX століття
Дизайн у США, став невід'ємною частиною американського способу життя, насамперед у відтворенні предметного оточення, створенні нових видів товарів і послуг. Дизайн — породження нових соціально-економічних стосунків державно-монополістичного капіталізму і ринкових відносин, виконував комерційне завдання та став одним із провідних та ефективних чинників конкурентоспроможності. Позиція провідних американських дизайнерів: «Найважливіша мета дизайну — змусити дзвонити касу, яка вибиває чеки» і «Дизайн є гарним у тій мірі, в якій він сприяє побуту».

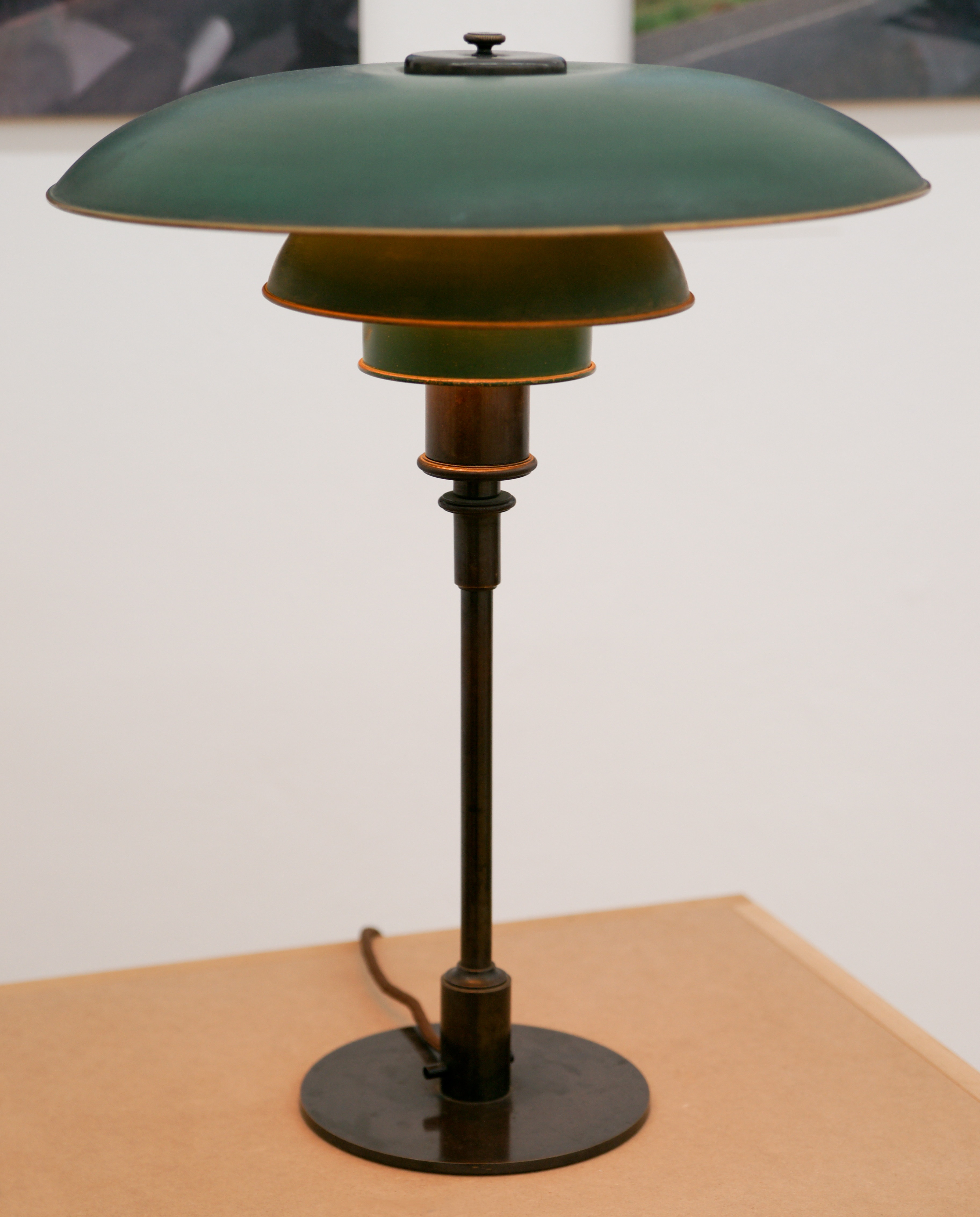
1941р.
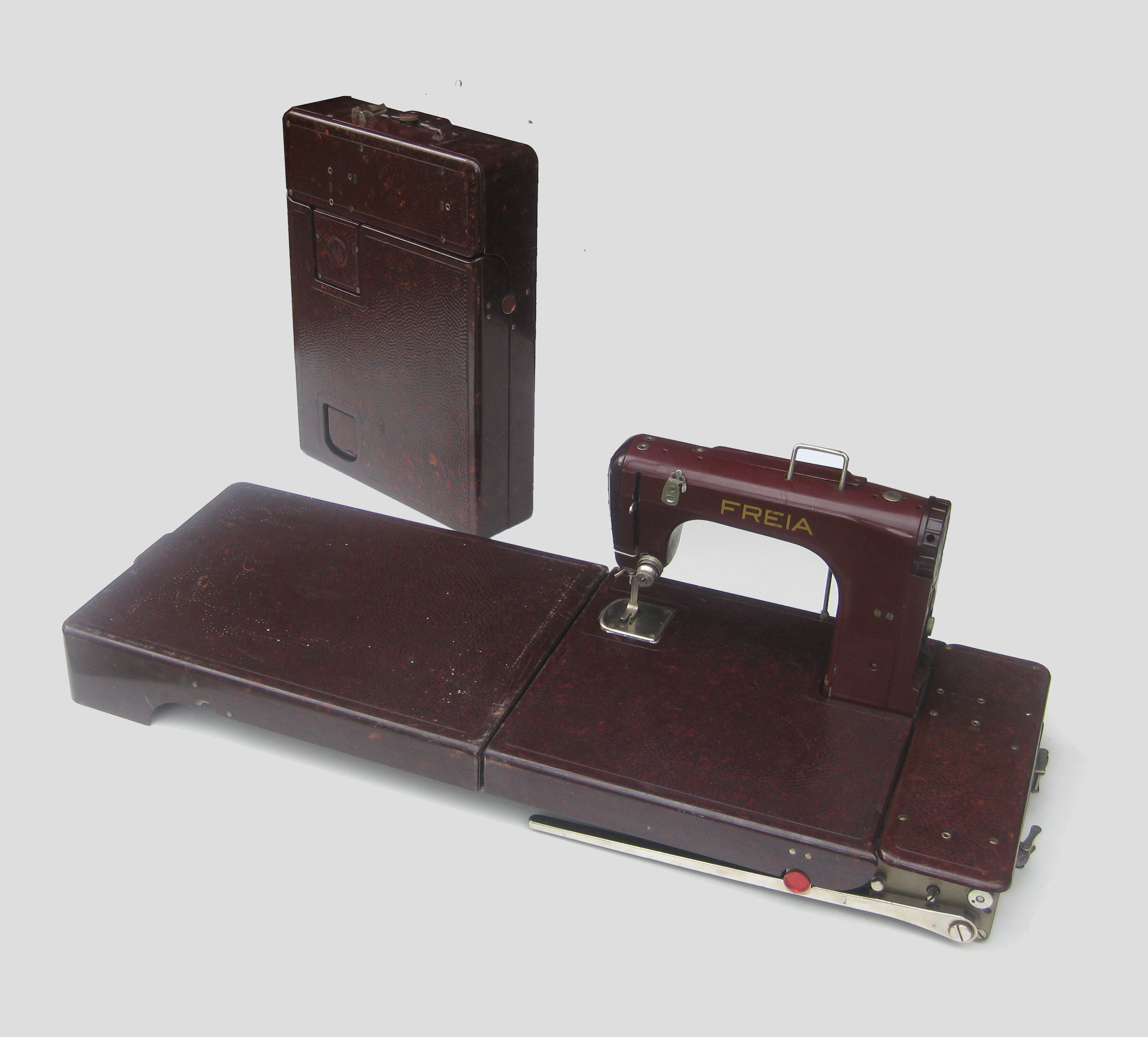
Портативна швейна машина
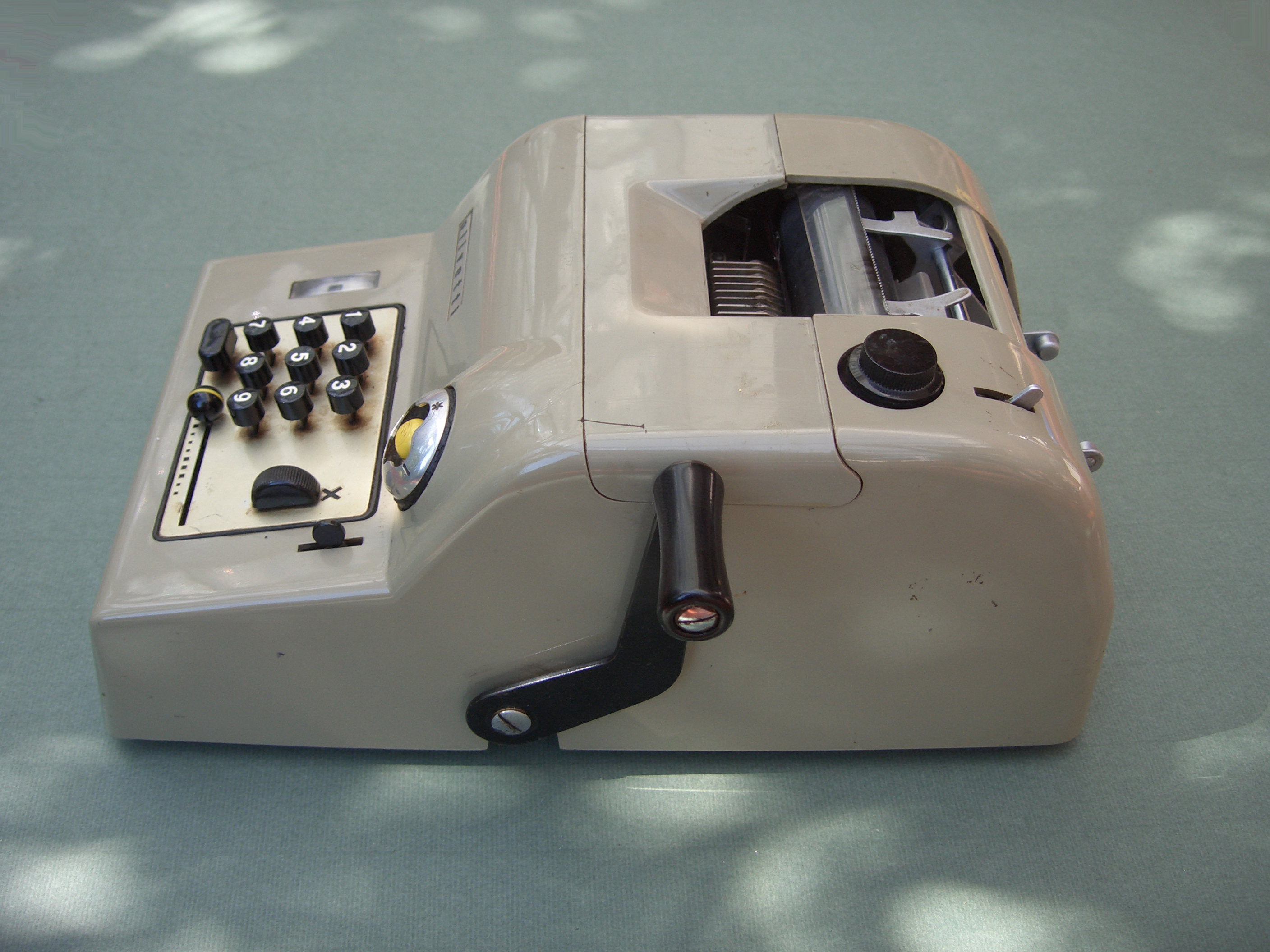
Механічний калькулятор
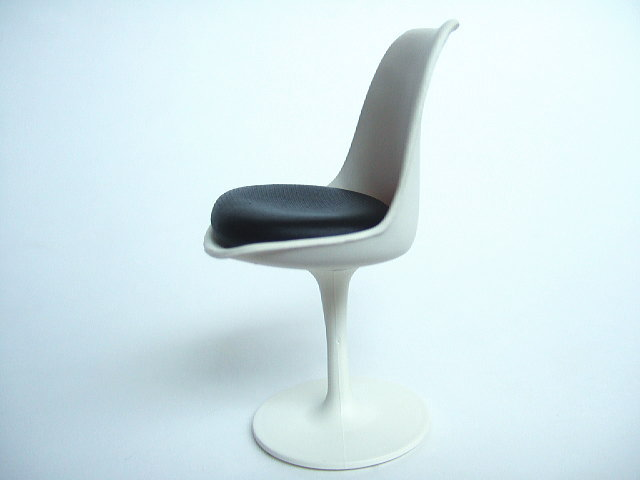
Tulip chair
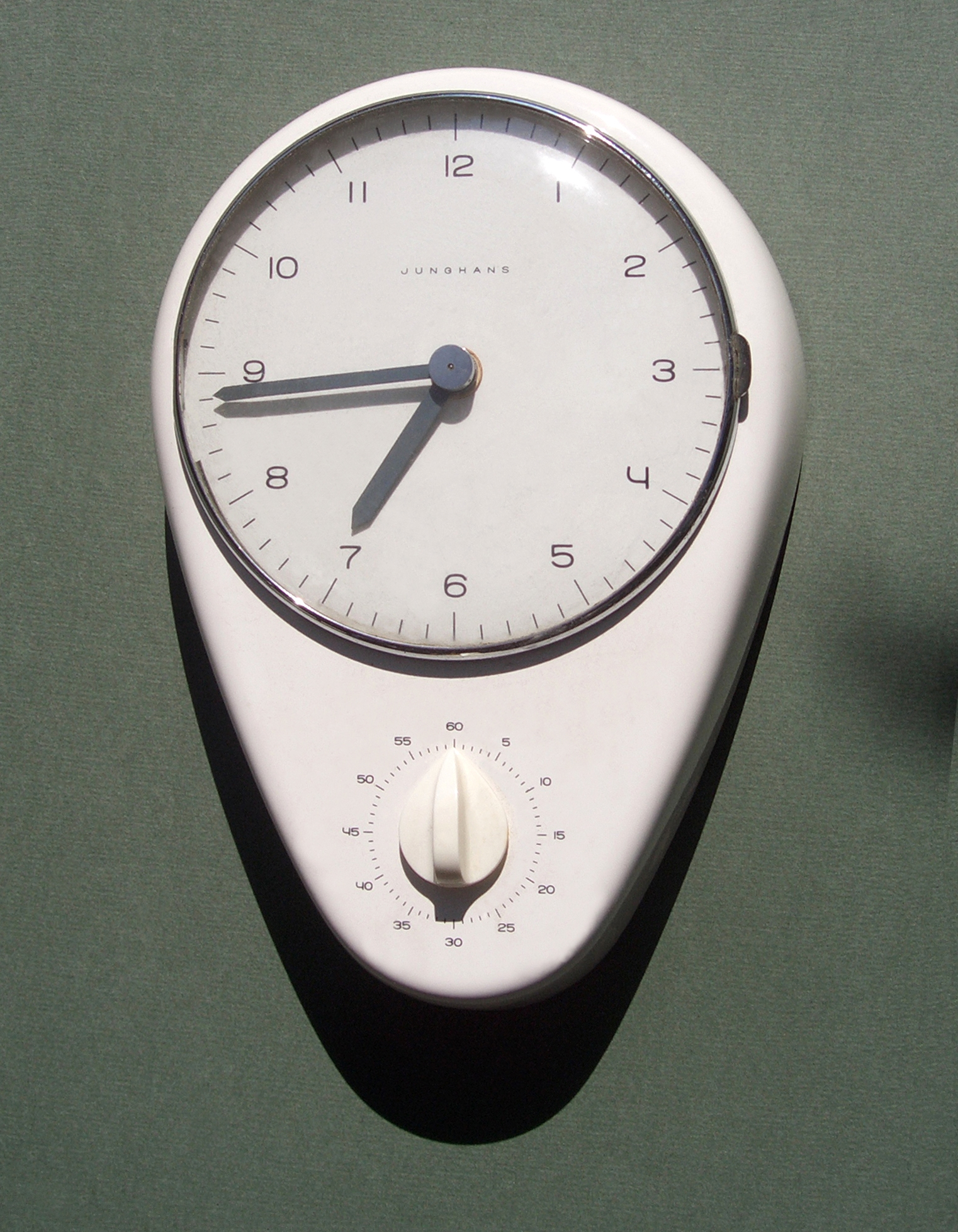
Годинник для кухонь

## 50-70-ті роки XX століття
У ці роки, усе більш ясно, розуміється роль дизайну у підвищенні якості продукції. З 1958 року, більше тисячі шестисот американських фірм, мали офіси в Європі. Їх успішну діяльність, багато у чому, забезпечували дизайнери. В Європі, а слідом за нею, і в Японії, застосовується американський досвід, але зберігаються культурні національні традиції. Знаменною подією і ніби, офіційним визнанням дизайну, було утворення 1957 року, Міжнародної Ради Організацій Дизайну (ICSID). На міжнародному семінарі у Брюгге (1964 р.) було запропоновано визначення: «Дизайн є творчою діяльністю, кінцевою метою якої, є визначення якостей виробів, що стосуються їх формоутворення (або «формальних властивостей», «якостей з точки зору форми»). Ці якості пов'язано не лише з зовнішнім виглядом, але, головним чином, з конструктивними і функціональними характеристиками ("структурними та функціональними зв'язками виробів"), які перетворюють систему («предмет») на єдине ціле, як з точки зору споживача, так і з точки зору виробника. Дизайн, також, охоплює усі обумовлені промисловим виробництвом, чинники навколишнього середовища».

## 80-90-ті роки XX ст.
У ці часи, досить струнке тлумачення, дістала теорія системного проєктування, «системного дизайну». У працях учених, було обґрунтовано наукові положення, згідно яких, тонкощі системного дизайну завжди пов'язано з проєктуванням цілісно-структурних об'єктів. Знаменною подією, стало заснування Спілки дизайнерів колишнього СРСР (1987 р.) — Творчої громадської організації, що об'єднала широке коло фахівців. Багато у чому, повчальною для радянських теоретиків і практиків, стала Московська виставка «Дизайн США» у вересні 1987 року. В Україні тоді, випустили з уваги, багатогранність дизайнерської професії та обов'язковість спеціалізації. В Америці, наприклад, дизайнерів-предметників (промислових дизайнерів) готували 28 навчальних закладів, архітекторів — 93, дизайнерів-графіків і фахівців суміжних галузей — 230. Експонати показали, наскільки може бути ефективним графічний дизайн, як він організовує громадську думку та поведінку населення.
Розвиток техніки, привів до створення настільки досконалих машин, що значна частина збоїв у роботі систем, стала відбуватися «з вини» людини, оскільки все зростальна ефективність технічних засобів, ставить перед оператором найскладніші завдання, які часто перевершують його можливості. Людина почала знижувати ефективність роботи системи. У такому розумінні, дизайн є не що інше, як виявлення ще одного резерву вдосконалення цієї системи, коли використовуються не лише фізіологічні та інтелектуальні можливості людини, але і її емоційні властивості, її чуттєве сприйняття, а значить, «починає працювати» і естетичне відчуття. На зорі розвитку техніки, резерви удосконалення системи людина — машина, черпалися загалом з поліпшення технічних параметрів: підвищенні потужності, збільшенні числа робочих органів, вдосконаленні технології, розвитку технічних наук, за рахунок впровадження принципово нових технічних досягнень, тощо. Тепер же стало потрібним, активно удосконалювати машину, враховувати інтереси людини, яка на ній працює, і основна роль тут відводиться дизайну.

## Етапи розробки
Зазвичай, розробка промислового дизайну охоплює такі етапи:
- генерацію ідеї
- концептуальне пророблення
- ескізування
- макетування
- тривимірне моделювання
- візуалізацію
- конструювання
- прототипування

Промисловий дизайн як вид діяльності, містить елементи мистецтва, маркетингу та технології. Промисловий дизайн охоплює найширше коло об'єктів, від домашнього начиння до високотехнологічних, наукомістких виробів. У традиційному розумінні, до завдань промислового дизайну стосуються прототипування побутової техніки, виробничих установок та їх інтерфейсів, наземного та повітряного транспорту (у тому числі автомобілів, літаків, поїздів), різноманітного реманенту. Особливе місце посідає дизайн меблів та елементів інтер'єру, посуду і столових приладів, розробка форм і концептів яких, має глибокі історичні передумови.

## Процес проєктування
Хоча процес проєктування можна вважати "творчим",  у ньому, також, мають місце багато аналітичних способів. Насправді, велика кількість промислових дизайнерів, часто використовують різні методології проєктування у власному творчому процесі. Деякими з процесів, які зазвичай, використовуються, є: дослідження користувачів, креслення, порівняльне дослідження продуктів, моделі рішень, прототипування та випробування. Промислові дизайнери також, застосовують 3D програмне забезпечення, комп'ютерний промисловий дизайн та САПР, під час переходу від задуму до виробництва. Вони можуть також, створити прототип, а відтак, використати промислове КТ-сканування, задля перевірки внутрішніх дефектів і створити модель САПР. Виходячи з цього, виробничий процес, може бути покращено, задля поліпшення продукту.
Характеристики продукту, для певних промислових дизайнерів, можуть передбачати: загальну форму об'єкту, розташування деталей - одна відносно одної, колір, текстуру, форму, а також чинники, що стосуються використання товару. Окрім того, вони можуть визначати чинники, що стосуються: виробничого процесу, вибору матеріалів і того, як продукт подано споживачеві у місці продажу. Злучення промислових дизайнерів до процесу розробки продукту, може створити додану вартість завдяки підвищенню зручності використання, привабливості, зниженню витрат виробництва.
Промисловий дизайн може також, зосередитися на технічних концепціях продуктів і процесів. Крім естетики, зручності та ергономіки, він також, може передбачати: проєктування, корисність, розміщення на ринку, а також інші проблеми, такі як: психологія, бажання і емоційна прихильність споживача. Такі цінності та супутні чинники, які утворюють основу промислового зразку, можуть змінюватися, як між різними школами дизайну, так і серед  дизайнерів - практиків.

## Освіта з промислового дизайну
- Харківська державна академія дизайну та мистецтв
- Київський державний інститут декоративно-прикладного мистецтва і дизайну імені Михайла Бойчука
- Івано-Франківський університет права імені короля Данила Галицького
- Черкаський державний технологічний університет
- Придніпровська державна академія будівництва та архітектури
- Остерський коледж будівництва та дизайну